# Cipayung (Cikarang Timur)
Cipayung is een bestuurslaag in het regentschap Bekasi van de provincie West-Java, Indonesië. Cipayung telt 12.444 inwoners (volkstelling 2010).